# Amtsgericht Ilfeld
Das Amtsgericht Ilfeld war ein Gericht der ordentlichen Gerichtsbarkeit in Ilfeld.

## Geschichte
Im Königreich Hannover bestand das Amtsgericht Hohnstein als zuständiges Amtsgericht für das Amt Hohnstein. Nach der Annexion Hannovers durch Preußen 1866 wurde das Gericht nach Ilfeld verlegt und als Amtsgericht Ilfeld weitergeführt. Im Rahmen der Reichsjustizgesetze wurden reichsweit einheitlich Oberlandes-, Land- und Amtsgerichte gebildet. Das königlich preußische Amtsgericht Ilfeld wurde mit Wirkung zum 1. Oktober 1879 als eines von 14 Amtsgerichten im Bezirk des Landgerichtes Nordhausen im Bezirk des Oberlandesgerichtes Naumburg gebildet. Der Sitz des Gerichtes war die Stadt Ilfeld. Sein Gerichtsbezirk umfasste aus dem Landkreis Zellerfeld das Amt Hohnstein. Am Gericht bestand 1880 eine Richterstelle. Das Amtsgericht war damit ein kleines Amtsgericht im Landgerichtsbezirk.
In der DDR wurden 1952 die Amtsgerichte aufgehoben und einheitlich Kreisgerichte gebildet. Ilfeld kam zum  Kreis Nordhausen, entsprechend entstand das Kreisgericht Nordhausen. Das Amtsgericht Ilfeld wurde aufgehoben.